# Схуман, Стефанус
Стефанус Схуман (традиционное произношение; современное произношение Скуман сохранилось как компонент ряда топонимов), африк. Stephanus Schoeman; 15 марта 1810, Оудсхорн — 1890, Претория) исполнял обязанности президента Южно-Африканской республики (Трансвааль) с 6 декабря 1860 по 17 апреля 1862, а позднее признавался «президентом» фракцией повстанцев до 19 января 1863 года.

## Происхождение
Основатель южноафриканского рода Схуманов (голландское произношение немецкой фамилии Шуман) вступил на берег Капской колонии в 1674 году. Он был родом из Дитмаршена в Шлезвиг-Гольштейне. До 1550 года в Дитмаршене существовала независимая крестьянская республика, пример которой вдохновил создателей ранних бурских республик.

## Великий трек и основание ЮАР (Трансвааль)
Стефанус Схуман был одним из лидеров Великого трека, возглавлявшим собственную группу. Позднее он присоединился к группе Андриса Преториуса и участвовал в битве на Кровавой реке. Одна из трёх пушек, участвовавших в сражении, «Старушка Грикье» (африк. Ou Grietjie), изготовленная в Германии, принадлежала лично Схуману и в наши дни выставлена в Музее фуртреккеров.
Первоначально он поселился в Зоутпансберге, однако позднее переселился в Преторию — в места, где ныне располагается зоопарк и часть улицы Блудстрат.

## Конфликт с Мартинусом Весселом Преториусом и должность президента
Схуман имел яркую, запоминающуюся внешность (ярко-рыжие волосы) и яростный темперамент. За частые конфликты с другими лидерами буров он получил прозвище «Буревестник севера» (африк. Stormvogel van die Noorde).
С ноября 1854 года по январь 1858 года Схуман был главнокомандующим в Зоутпансберге. В этом качестве он ввязался в тяжёлый конфликт с сыном лидера фуртреккеров Андриса Преториуса — М. В. Преториусом (первым президентом Трансвааля и автором его конституции, которую Схуман отказывался признавать). Схумана поддержал влиятельный генерал Виллем ван Ренсбург (en:Willem Cornelis Janse van Rensburg), который был назначен временным главнокомандующим после того, как Схуман заболел и ушёл в отставку со своей должности.
В конце 1859 года М. В. Преториус был избран президентом Оранжевой республики. Парламент ЮАР дал ему срок в полгода, чтобы приступить к своим обязанностям в Оранжевой республике. Когда срок истёк, Парламент не позволил Преториусу далее находиться в должности президента Трансвааля; поскольку должность стала вакантной, исполняющим обязанности был назначен Гроблер. Главнокомандующий (комендант-генерал) Стефанус Схуман отказался признать Гроблера временным президентом. При поддержке недовольных граждан Схуман добился отстранения Гроблера от должности и сам вступил в неё. Такой незаконный захват власти грозил вылиться в гражданскую войну.
В 1861 году Народный совет (парламент Трансвааля) принял решение начать активные действия против Схумана, который при поддержке своих сторонников отказывался уйти в отставку с поста временного президента. Пауль Крюгер попытался вмешаться в качестве посредника, однако ни одна из сторон не была готова к радикальным действиям, результатом был лишь краткий конфликт между Схуманом и Крюгером. Лишь в 1862 году, когда парламент объявил фракцию Схумана повстанцами, Крюгер смог призвать граждан к активным действиям против неё.
Крюгер, избранный в апреле 1862 году на пост главнокомандующего, вёл бои против Схумана, пытаясь вытеснить его за реку Вааль. Фракция Схумана попыталась восстановить его в должности силой. Генерал Ян Фильюн в январе 1864 года поднял восстание против Крюгера, однако был разгромлен у Крокодиловой реки.
Мир восстановился в результате новых выборов в 1864 году. Преториус был во второй раз избран на пост президента ЮАР, а Крюгер сохранил пост главнокомандующего. В конце концов, в 1871 году Преториус ушёл в отставку после того, как британская администрация для удовлетворения требований племени ролонг отдала им крупный кусок территории Трансвааля, а Преториус не смог этому противодействовать.

## Наследие
В честь Схумана названы улица Скуманстрат в Претории и бывший город Скумансдал.

## Семья
Схуман был женат на вдове Хендрика Потгитера.
Внук Схумана Густав Преллер был активным борцом за продвижение языка африкаанс. Один из его сыновей, Йохан Схуман, был широко известен антикоммунистическими публикациями.